# +（プラス）〜シングル・コレクション Vol.1
『+（プラス）〜シングル・コレクション Vol.1』は、1990年にリリースされた、甲斐バンドのベスト・アルバム。

## 概要
甲斐バンドのシングルを中心に収録されたベスト盤。『-（マイナス）〜シングル・コレクション Vol.2』と同時発売された。
アルバム初収録楽曲3曲入りで、デジタル・リマスタリングが施されていた。

## 収録曲
1. バス通り
2. 裏切りの街角
3. 薔薇色の人生(introカウント無し)
4. かりそめのスウィング
5. ダニーボーイに耳をふさいで
6. テレフォン・ノイローゼ
7. 男と女のいる舗道
8. 氷のくちびる
9. そばかすの天使
10. きんぽうげ
11. ちんぴら
12. LADY
13. HERO（ヒーローになる時、それは今）
14. 感触（タッチ）
15. 汽笛の響き
16. 安奈
17. 翼あるもの
18. ビューティフル・エネルギー
19. 荒馬